# 石塚さより
石塚 さより（いしづか さより、1977年8月30日 - ）は、日本の女性声優。アーツビジョン所属。静岡県出身。

## 略歴
小・中・高時代は吹奏楽部に所属して、パーカッションをしていた。中学時代は当初はバレー部に入部するつもりだったが、体験入部の時体調が悪くなり、吹奏楽部に行き、そのまま吹奏楽部に入部していた。中学時代の吹奏楽部では部長を務めた。高校時代はわりといい成績であり、大会では賞状をもらえたという。
声優になる前から緒方恵美に憧れていたという。
短期大学卒業後、4年間専門学校に通っていた。その後、日本ナレーション演技研究所卒業。
2007年2月11日に下屋則子・土屋実紀・小島めぐみとバンド「Cri☆siS」（クライシス）を結成（石塚はドラム担当）。

## 人物
趣味・特技は舞台鑑賞、ドラム演奏、ビデオ鑑賞、歌をハモる事。　
妹がいる。

## 出演
太字はメインキャラクター。

### テレビアニメ
2003年
- おねがい☆ツインズ（女子生徒）
- カレイドスター 新たなる翼（女性達）
- 君が望む永遠（女生徒A）
- GetBackers-奪還屋-（看護師）
- スクラップド・プリンセス（里人たち）
- 住めば都のコスモス荘 すっとこ大戦ドッコイダー
- D.C. 〜ダ・カーポ〜（さっちん）
- NARUTO -ナルト-（ギャル）
- マーメイドメロディーぴちぴちピッチ（2003年 - 2004年、イズール、幼い海斗） - 2シリーズ
- 魔探偵ロキRAGNAROK（女子A、女の子B、店員）
- 魔法遣いに大切なこと（母親）

2004年
- お伽草子（女中、赤鬼の妻、レポーター、貞光の女、姉、アナウンス、デパート店員、電話の声）
- KURAU Phantom Memory（クラウの息子）
- To Heart 〜Remember my Memories〜（姫百合珊瑚）
- 花右京メイド隊 La Verite（メイド、北斎の従者）
- BLEACH（リョーヘイ、ミラ・ローズ、矢胴丸リサ〈2代目〉）

2005年
- かりん（担任、女生徒、受付嬢、子供、アナウンス、女、女子学生、鈴木、女C、母親、女子高生）
- 銀盤カレイドスコープ（女子高生）
- 交響詩篇エウレカセブン（店員B）
- D.C.S.S. 〜ダ・カーポ セカンドシーズン〜（店員）
- ToHeart2（姫百合珊瑚）
- ノエイン もうひとりの君へ（女子生徒、女子高生）
- ふしぎ星の☆ふたご姫（マリエージュ）
- まじかるカナン（鈴原美由利）
- MÄR-メルヘヴン-（2005年 - 2007年、ギンタの母、レギンレイヴ姫、妖精）
- ラムネ（石和恵介）

2006年
- いぬかみっ!（子供、女子高生A、いつもの子供）
- 桜蘭高校ホスト部（烏丸瑠璃、三鴨茉莉花）
- ガラスの仮面（草加みどり）
- しにがみのバラッド。（ミユキ）
- 女子高生 GIRLS-HIGH（お姉さま）
- 姫様ご用心（人形劇部員、女生徒）
- ふたりはプリキュア Splash Star（竹内彩乃）

2007年
- ウエルベールの物語 〜Sisters of Wellber〜（2007年 - 2008年、ジェシカ） - 2シリーズ
- Over Drive（篠崎ミコト〈子供時代〉）
- DARKER THAN BLACK -黒の契約者-（カリーナ・モク）

2008年
- セキレイ（2008年 - 2010年、椎菜、日高千穂、セキレイA） - 2シリーズ
- ネオ アンジェリーク Abyss -Second Age-（巡礼者）
- はっけん たいけん だいすき! しまじろう（ウキウキ虫、サンディ、ようせい） - 3シリーズ

2009年
- アスラクライン（雪原瑤） - 2シリーズ

2010年
- あそびにいくヨ!（摩耶）

2011年
- GOSICK -ゴシック-（ルイジ）
- 猫神やおよろず（古宮花梨）
- 星空へ架かる橋（初の母）
- ゆるゆり（あかりの母）

2013年
- 黒子のバスケ（氷室辰也〈少年時代〉）
- ダンボール戦機WARS（星原ヒカル）

2014年
- メカクシティアクターズ（瀬戸幸助〈幼少期〉）

2016年
- DRIFTERS（マーシャ）

2022年
- BLEACH 千年血戦篇（2022年 - 2024年、フランチェスカ・ミラ・ローズ、矢胴丸リサ） - 3シリーズ

### 劇場アニメ
- 銀色の髪のアギト（2006年）
- テイルズ オブ ヴェスペリア 〜The First Strike〜（2009年、エマの母）
- 映画 さよなら私のクラマー ファーストタッチ（2021年、男子3）

### OVA
- アカネマニアックス（2004年、女子生徒）
- OVA ToHeart2（2007年 - 2012年、姫百合珊瑚） - 5シリーズ
- クイズマジックアカデミー（2008年、ミランダ）
- あそびにいくヨ!おーぶいえーであそびきにました!!OVAすぺしゃる（2011年、摩耶）

### Webアニメ
- リーンの翼（2006年、セレ）
- 7SEEDS（2019年、涼〈少年期〉）

### ゲーム
2002年
- ガレリアンズ・アッシュ（アッシュの幼少時代）
- Shinobi（秀真〈子供時代〉）

2003年
- アークス・ファタリス 日本語版 (スネークウーマン（シンカッシュ）)
- GALAXY ANGEL -Moonlit Lovers-（一般乗務員C）
- クイズマジックアカデミー（ミランダ先生）

2004年
- クイズマジックアカデミー2（ミランダ先生）
- 帝国千戦記 PS2版（翡翠）
- ToHeart2（姫百合珊瑚）
- マーメイドメロディーぴちぴちピッチ ぴちぴちっとライブスタート!（イズール）
- michigan（アン・アンダーソン）

2005年
- クイズマジックアカデミー3（ミランダ先生）

2006年
- カオスウォーズ（メルヴィナ）
- グローランサーV（メルヴィナ）
- ネオ アンジェリーク（ハンナ）

2007年
- クイズマジックアカデミー4（ミランダ先生）
- Routes PE、Routes PORTABLE（ミルト）

2008年
- クイズマジックアカデミーDS（ミランダ先生）
- クイズマジックアカデミー5（ミランダ先生）
- ソウルイーター モノトーン プリンセス（ポネラ）

2009年
- クイズマジックアカデミー6（ミランダ先生）
- ToHeart2 PORTABLE（姫百合珊瑚）

2010年
- クイズマジックアカデミー7（ミランダ先生）
- クイズマジックアカデミーDS 〜二つの時空石〜（ミランダ先生）

2011年
- クイズマジックアカデミー8（ミランダ先生）
- ToHeart2 ダンジョントラベラーズ（姫百合珊瑚）
- ToHeart2 DX PLUS（姫百合珊瑚）
- わグルま!（ドラゴニア）

2012年
- AQUAPAZZA（姫百合珊瑚）
- クイズマジックアカデミー 賢者の扉（ミランダ先生）
- ハートフルシミュレーター PACHISLOT ToHeart2（姫百合珊瑚）
- WHITE ALBUM2 幸せの向こう側（雨宮佐和子）

2013年
- ダンボール戦機ウォーズ（星原ヒカル）

2014年
- クイズマジックアカデミー 天の学舎（ミランダ先生）

2018年
- LOST TRIGGER（ベアトリックス）

2025年
- BLEACH Rebirth of Souls（フランチェスカ・ミラ・ローズ）

### ドラマCD
- ドラマCD Weiß kreuz Glühen II Theater Of Pain（女子高生）
- ドラマCD サクラ大戦（男の子）
- ドラマCD 陽光きらめく果てに（アル）
- ドラマCD セキレイ サウンドステージ01（椎菜）
- ドラマCD 「D.C. 〜ダ・カーポ〜初音島ドラマシアター chapter.1 さくら」（子供1）
- ドラマCD とある魔術の禁書目録（テルノア）
- 流行り神 ドラマCD「怪異事件ファイル」
- ドラマCD WILD ADAPTER 04（女教師）
- ラブ・ベリッシュ!（ミシェル・ラ・フランス〈ミーちゃん〉）

### 吹き替え

#### 映画
- エール!（ポーラ・ベリエ〈ルアンヌ・エメラ〉）
- 恋人まで1%（エリー〈イモージェン・プーツ〉）
- サブリミナル（エミリア、サリー）
- 11:14（バジー）
- セックス イズ ゼロ2（ハンユミ）
- ツイン・ショット（ジェーン〈シャーリーン・チョイ〉[20]）
- トランス・ミッション（マリア）
- プロポーズ ※テレビ朝日版
- 四姉妹物語 (アン・ヨノン)
- ロックダウン（サンドラ）

#### アニメ
- ヘラクレス（女性）

### キャラクターソングCD
- グローランサーV オリジナルキャラクターソングアルバム（メルヴィナ/ボーカル曲「月蝕〜LUNAR ECLIPSE〜」収録）
- ToHeart2 CharacterSongs（姫百合珊瑚/ボーカル曲「陽だまり電脳少女」収録）

### その他コンテンツ
- アキバちゃん（リキちゃん）
- 映画「恋は雨上がりのように」（DVD等の副音声ガイド ナレーション）

### シリーズ一覧
1. ↑  第1期（2003年 - 2004年）、第2期『ピュア』（2004年）
2. ↑  第一幕（2007年）、第二幕（2008年）
3. ↑  第1期（2008年）、第2期『〜Pure Engagement〜』（2010年）
4. ↑  『はっけん たいけん だいすき! しまじろう』（2008年）、『しまじろう ヘソカ』（2010年）、『しまじろうのわお!』（2012年 - ）
5. ↑  第1期（2009年）、第2期『2』（2009年）
6. ↑  第1クール（2022年）、第2クール『-訣別譚-』（2023年）、第3クール『-相剋譚-』（2024年）